# Con gli occhi dell'assassino (film 2001)
Con gli occhi dell'assassino è un film TV del 2001 diretto da Corrado Colombo e trasmesso da Rai 2.
Con Valentina Chico, Maddalena Maggi e Fabio Fulco. Scritto da Daniele Stroppa che riprende temi argentiani e fulciani. Prodotto da Flavia Bideri per Rai 2, notevole successo all'estero.

## Trama
Laura Monti assiste in diretta, "con gli occhi dell'assassino", ad una serie di omicidi che presentano elementi in comune: stessa arma, stessa tipologia della vittima, stesso rituale di esecuzione che prevede un rossetto e l'acqua. Inoltre tutte le vittime hanno a che fare con il facoltoso ginecologo Ernesto Longhi. Laura è sconvolta e non riesce a sostenere questa esperienza così traumatica, perché oltre a vivere i delitti in diretta e coinvolta in prima persona; scoprirà infatti di essere stata adottata e di avere una sorella gemella con gravi problemi psichiatrici che i genitori adottivi non vollero perché avevano paura di crescere una ragazza problematica che si rivelerà la responsabile dei delitti e grazie ad una plastica facciale si rivelerà essere diventata l'insospettabile miglior amica di Laura.